# Dan Hughes
Pour les articles homonymes, voir Hughes.
Dan Hughes, né le 14 avril 1955 à Lowell dans l'Ohio, est un entraîneur américain de basket-ball à la tête de plusieurs équipes de WNBA, champion en 2018 avec le Storm.

## Biographie
Hughes est diplômé en éducation physique et en histoire de Muskingum College à New Concord, Ohio, en 1977. Il est également diplômé en éducation de l'université Miami dans l'Ohio en 1978. Il cumule avec un poste d'entraîneur assistant de l'équipe de basket-ball.
Il devient ensuite entraîneur assistant à Mount College Union de 1982 à 1984, avant un passage à Baldwin-Wllace College durant une année et de revenir à Mount College Union de 1985 à 1991. Il devient entraîneur assistant de l'équipe masculine à l'université de Toledo de 1991 à 1996, puis de l'équipe féminine de 1996 à 1997. 
Hughes connaît sa première expérience en WNBA avec l'équipe aujourd'hui disparue du Sting de Charlotte. Il y travaille en tant qu'entraîneur assistant lors de la saison 1999, puis devient l'entraîneur en chef des Sting en cours de saison. Il mène le Sting à leur troisième participation consécutive aux playoffs et à leur première série victorieuse. En parallèle, Hughes est aussi recruteur pour les Charlotte Hornets lors de l'intersaison WNBA.
Il devient par la suite entraîneur des Rockers de Cleveland, réalisant un bilan de 66 victoires - 64 défaites avec trois participations aux playoffs. Pour sa première saison en 2000, il fait passer l'équipe d'un bilan de 7 victoires - 25 défaites à 17 victoires - 15 défaites pour- 10 défaites. 
Hughes est entraîneur et manager général des Silver Stars de San Antonio, où il dirige Becky Hammon. Il est de nouveau nommé meilleur entraîneur de WNBA en 2007. Il mène son équipe à un bilan de 24 victoires - 10 défaites en 2008, le meilleur bilan de la ligue et une participation aux Finales WNBA. 
Les Stars annoncent le 20 avril 2016 que leur entraîneur et manager général Dan Hughes a demandé à effectuer sa dernière saison à ces fonctions. Ruth Riley est nommée manager générale et entraîneuse associée de façon à préparer la transition.
Au moment de sa première retraite, il est l'entraîneur qui a disputé le plus de rencontres WNBA (524) avec un bilan de 237 succès pour 287 revers (45,3 %). Il devient consultant pour ESPN, Fox Sports et de l'Université de l'Oklahoma.
En octobre 2017, il s'engage avec le Storm de Seattle qui s'est séparé plus tôt dans la saison de Jenny Boucek, remplacé par intérim par Gary Kloppenburg. Après six saisons de rang au bilan négatif ou juste équilibré, Seattle présente en 2018 un bilan de 15 victoires en 20 rencontres, soit autant de succès qu'en 34 rencontres la saison précédente, l'apport de Hughes étant loué pour la nouvelle mentalité en défense qu'il a apportée à l'équipe. Le Storm termine premier de la saison régulière et remporte son troisième titre WNBA, le premier pour Hughes.
En mars 2018, il est nommé assistant de Dawn Staley, entraîneuse de l'équipe féminine américaine. Son équipe ayant le meilleur bilan à mi-saison, il est retenu pour diriger une des deux équipes du WNBA All-Star Game 2018.
Sans démissionner, Dan Hugues choisit de ne pas diriger le Storm durant la saison WNBA 2020 en raison de sa sensibilité possible au Covid 19 et laisse son siège à son assistant Gary Kloppenburg. Quelques semaines après le début de la saison WNBA 2021, alors que le Storm est en tête du championnat, il choisit de se retirer pour raisons personnelles. Noelle Quinn lui succède.